# Molophilus pallidus
Molophilus pallidus är en tvåvingeart som först beskrevs av Philippi 1866.  Molophilus pallidus ingår i släktet Molophilus och familjen småharkrankar. Inga underarter finns listade i Catalogue of Life.